# Oligembia limon
Oligembia limon är en insektsart som beskrevs av Szumik 2001. Oligembia limon ingår i släktet Oligembia och familjen Teratembiidae.
Artens utbredningsområde är Venezuela. Inga underarter finns listade i Catalogue of Life.